# Armenië op de Olympische Winterspelen 1998
Tijdens de Olympische Winterspelen van 1998, die in Nagano (Japan) werden gehouden, nam Armenië voor de tweede keer deel.

## Deelnemers en resultaten
(m) = mannen, (v) = vrouwen 

### Alpineskiën
| Olympiër          | Discipline | Resultaat | Prestatie                                              |
| ----------------- | ---------- | --------- | ------------------------------------------------------ |
| Arsen Harutyunyan | slalom (m) | 27e       | run 1: 1.07,51 run 2: 1.07,60 totaal: 2.15,11 (+25,80) |

### Freestyleskiën
| Olympiër        | Discipline | Resultaat | Prestatie                  |
| --------------- | ---------- | --------- | -------------------------- |
| Armen Rafaeljan | moguls (m) | 19e       | kwalificatie: 23,49 punten |

### Kunstrijden
| Olympiër                               | Discipline | Resultaat | Prestatie |
| -------------------------------------- | ---------- | --------- | --- |
| Maria Krasiltseva Aleksandr Tsjestnich | paarrijden | 19e       | korte kür: 18e met 9,0 punten lange kür: 19e met 19,0 punten totaal: 28,0 punten                                                                                          |
| Ksenja Smetanenko Samvel Gezaljan      | ijsdansen  | 24e       | verplichte figuren 1: 24e met 4,8 punten verplichte figuren 2: 24e met 4,8 punten originele dans: 24e met 14,4 punten vrije dans: 24e met 24,0 punten totaal: 48,0 punten |

### Langlaufen
| Olympiër         | Discipline            | Resultaat | Prestatie            |
| ---------------- | --------------------- | --------- | -------------------- |
| Alla Michajeljan | 30 km vrije stijl (v) | 58e       | 1:44.03,6 (+22.02,1) |

Amerikaanse Maagdeneilanden · Andorra · Argentinië · Armenië · Australië · Azerbeidzjan · België · Bermuda · Bosnië en Herzegovina · Brazilië · Bulgarije · Canada · Chili · China · Chinees Taipei · Cyprus · Denemarken · Duitsland · Estland · Finland · Frankrijk · Georgië · Griekenland · Groot-Brittannië · Hongarije · Ierland · IJsland · India · Iran · Israël · Italië · Jamaica · Japan · Joegoslavië · Kazachstan · Kenia · Kirgizië · Kroatië · Letland · Liechtenstein · Litouwen · Luxemburg · Macedonië · Moldavië · Monaco · Mongolië · Nederland · Nieuw-Zeeland · Noord-Korea · Noorwegen · Oekraïne · Oezbekistan · Oostenrijk · Polen · Portugal · Puerto Rico · Roemenië · Rusland · Slovenië · Slowakije · Spanje · Trinidad en Tobago · Tsjechië · Turkije · Uruguay · Venezuela · Verenigde Staten · Wit-Rusland · Zuid-Afrika · Zuid-Korea · Zweden · Zwitserland